# Cambios de nombre geográfico en Turquía
Los cambios de nombre geográficos en Turquía se han realizado, periódicamente, en masa desde 1913 hasta el presente por los sucesivos gobiernos turcos. Miles de nombres dentro de la República Turca o de su predecesor el Imperio Otomano han sido cambiados de sus alternativas populares o históricas a favor de nombres reconocibles como turcos, como parte de las políticas de turquización. Los gobiernos han argumentado que esos nombres son extranjeros o divisorios, mientras que los críticos de los cambios los han calificado de chovinistas. Los nombres que se cambiaron eran generalmente de origen armenio, griego, georgiano (incluido Laz), búlgaro, kurdo, zazaki, siríaco o árabe.
Los esfuerzos de Turquía por adherirse a la Unión Europea a principios del siglo XXI han dado lugar a una disminución de la incidencia de esos cambios en el gobierno local, y más aún en el gobierno central. En algunos casos la legislación ha restituido los nombres de ciertas aldeas (principalmente las que albergan a las minorías kurda y zaza).[cita requerida] Los nombres de lugares que han cambiado formalmente persisten con frecuencia en los dialectos e idiomas locales en todo el país de diversidad étnica.
Esta política comenzó durante los últimos años del Imperio Otomano y continuó en su sucesor, la República Turca. Bajo el gobierno kemalista, se crearon comisiones gubernamentales especializadas con el fin de cambiar los nombres. Se cambiaron aproximadamente 28.000 nombres topográficos, que incluían 12.211 nombres de pueblos y ciudades, y 4.000 nombres de montañas, ríos y otros nombres topográficos. La mayoría de los cambios de nombre se produjeron en las regiones orientales del país, donde las etnias minoritarias constituyen una gran parte o la mayoría de la población.

## Historia

### Imperio Otomano
El Comité de Unión y Progreso tomó las riendas del gobierno otomano mediante un golpe de Estado en 1913. En el apogeo de la Primera Guerra Mundial y durante los últimos años del Imperio Otomano, cuando las políticas de limpieza étnica de las minorías griegas, armenias y asirias no musulmanas estaban en marcha, el ministro de Guerra Enver Bajá emitió un edicto el 6 de octubre de 1916, declarando:

Se ha decidido que las provincias, distritos, ciudades, pueblos, montañas y ríos, que se nombran en idiomas pertenecientes a naciones no musulmanas como el armenio, el griego o el búlgaro, se renombrarán en turco. Para aprovechar este momento adecuado, este objetivo debe ser alcanzado a su debido tiempo.

"Dirección General de Archivos Estatales de la República de Turquía, İstanbul Vilayet Mektupçuluğu, no. 000955, 23 Kânunuevvel 1331 (6 de octubre de 1916) Ordenanza de Enver Paşa"

Enver Bajá no cambió los nombres geográficos pertenecientes a las minorías musulmanas (es decir, árabes y kurdos) debido al papel del gobierno otomano como califato. Su decreto inspiró a muchos intelectuales turcos a escribir en apoyo de tales medidas. Uno de esos intelectuales, Hüseyin Avni Alparslan (1877-1921), soldado turco y autor de libros sobre la lengua y la cultura turcas, se inspiró en los esfuerzos de Enver Bajá, escribiendo en su libro Trabzon İli Lâz mı? Türk mü? (¿Es la provincia de Trabzon Laz o turca?) que:

Si queremos ser dueños de nuestro país, debemos convertir incluso el nombre del pueblo más pequeño en turco y no dejar sus variantes armenias, griegas o árabes.

Solo así podemos pintar nuestro país con sus colores.

No se sabe cuántos nombres geográficos se cambiaron en virtud de la ordenanza. El objetivo último que se perseguía con ella fracasó debido al colapso del gobierno otomano y a los juicios de sus dirigentes ante los tribunales otomanos y europeos por las masacres contra las minorías étnicas cometidas en 1915.
En la República Turca ha disminuido el nivel de represión cultural; sin embargo, los topónimos de origen no turco han sido invariablemente rebautizados oficialmente con el paso del tiempo.

### República de Turquía
El nacionalismo y el laicismo turcos fueron dos de los seis principios fundacionales de la República Turca. Mustafa Kemal Atatürk, el líder de las primeras décadas de la República, tenía como objetivo crear un estado nación (turco: Ulus) a partir de los restos turcos del Imperio Otomano. Durante los tres primeros decenios de la República, los esfuerzos por turquizar los nombres geográficos fueron un tema recurrente. Se prohibieron los mapas importados que contenían referencias a regiones históricas como Armenia, el Kurdistán o el Lazistán (nombre oficial de la provincia de Rize hasta 1921) (como fue el caso de Der Grosse Weltatlas, un mapa publicado en Leipzig).
Para 1927, todos los nombres de calles y plazas en Estambul que no eran de origen turco fueron cambiados.
En 1940 el Ministerio del Interior emitió una circular en la que se pedía la sustitución de los topónimos originales o en idioma extranjero por topónimos en turco. El periodista y escritor Ayşe Hür ha señalado que tras la muerte de Atatürk y durante el período democrático de la República Turca a finales de los años cuarenta y cincuenta, "los nombres feos, humillantes, insultantes o burlones, aunque fueran turcos, fueron objeto de cambios. Se cambiaron los nombres de las aldeas con componentes léxicos que significaban rojo (kizil), campana (çan), iglesia (kilise, por ejemplo, Kirk Kilise). Para eliminar las "nociones separatistas", también se cambiaron los nombres de las aldeas árabes, persas, armenias, kurdas, georgianas, tártaras, circasianas y laz".
La Comisión Especial para el Cambio de Nombre (Ad Değiştirme İhtisas Kurulu) fue creada en 1952 bajo la supervisión del Ministerio del Interior. Fue investida con el poder de cambiar todos los nombres que no estaban dentro de la jurisdicción de los municipios como calles, parques o lugares. En la comisión había representantes de la Sociedad de la Lengua Turca (Türk Dil Kurumu), de las facultades de geografía, lengua e historia de la Universidad de Ankara, del Estado Mayor Militar y de los ministerios de Defensa, Interior y Educación. El comité funcionó hasta 1978 y el 35% de los pueblos de Turquía cambiaron de nombre. La iniciativa tuvo éxito, ya que se cambiaron aproximadamente 28.000 nombres topográficos, incluidos 12.211 nombres de aldeas y pueblos y 4.000 nombres de montañas, ríos y otros nombres topográficos. Esta cifra también incluía nombres de calles, monumentos, barrios, vecindarios y otros componentes que conforman ciertos municipios. El comité fue restablecido después del golpe militar de 1980 en 1983 y cambió los nombres de 280 pueblos. Se cerró de nuevo en 1985 debido a la ineficiencia. Durante el aumento de la tensión entre los rebeldes kurdos y el gobierno turco, el foco del cambio de nombre geográfico en la década de 1980 fue en los pueblos, ciudades, ríos kurdos, etc.
En 1981, el gobierno turco declaró en el prefacio de Köylerimiz, una publicación dedicada a los nombres de las aldeas turcas, que:

Aproximadamente 12.000 nombres de aldeas que no son turcos, que se entiende que tienen raíces no turcas y que se ha determinado que causan confusión, han sido examinados y sustituidos por nombres turcos y puestos en práctica por el Comité de Sustitución de Nombres Extranjeros que funciona en la Dirección General de Gobiernos Provinciales de nuestro Ministerio.

En la culminación de la política, no quedaban nombres geográficos o topográficos de origen no turco. Algunos de los nombres más recientes se asemejaban a sus nombres nativos, pero con connotaciones turcas revisadas (por ejemplo, Aghtamar se cambió por Akdamar).

### Estado Actual
Aunque los nombres geográficos se han cambiado oficialmente en Turquía, sus nombres nativos persisten y continúan en los dialectos locales de todo el país. En ocasiones, los políticos turcos también han utilizado los nombres nativos de las ciudades durante sus discursos. En 2009, al dirigirse a una multitud en la ciudad de Güroymak, el presidente Abdullah Gül utilizó el nombre nativo Norşin. También ese año, al hablar de sus orígenes familiares, el Primer Ministro Recep Tayyip Erdoğan utilizó el nombre griego nativo de Potamya en lugar de Güneysu.
Recientemente se han introducido en Turquía esfuerzos para restaurar los antiguos nombres de los términos geográficos. En septiembre de 2012 se introdujo legislación para restablecer los nombres de las aldeas (principalmente kurdas) a sus antiguos nombres nativos. Según el proyecto de ley, la provincia de Tunceli se llamaría Dersim, Güroymak se llamaría Norşin, y Aydınlar se llamaría Tilo. Pero la autoridad del Gobierno turco se oponía al nombre Dersim, ya que la municipalidad local quería introducir el nombre Dersim para Tunceli.

## Análisis comparativo
La mayoría de los cambios de nombre geográfico se produjeron en las provincias orientales del país y en la costa del Mar Negro oriental, donde suelen vivir poblaciones minoritarias. Mediante un estudio independiente, el etimólogo Sevan Nişanyan estima que, de los cambios de nombre por ubicación geográfica, 4.200 fueron griegos, 4.000 kurdos, 3.600 armenios, 750 árabes, 400 asirios, 300 georgianos, 200 laz y otros 50. Las estadísticas oficiales de la Comisión Especial para el Cambio de Nombre (Ad Degistirme Ihtisas Komisyonu) afirman que el número total de aldeas, pueblos, ciudades y asentamientos a los que se ha cambiado el nombre es de 12.211. En el cuadro que figura a continuación se enumeran las provincias y el número de aldeas o pueblos a los que se ha cambiado el nombre.

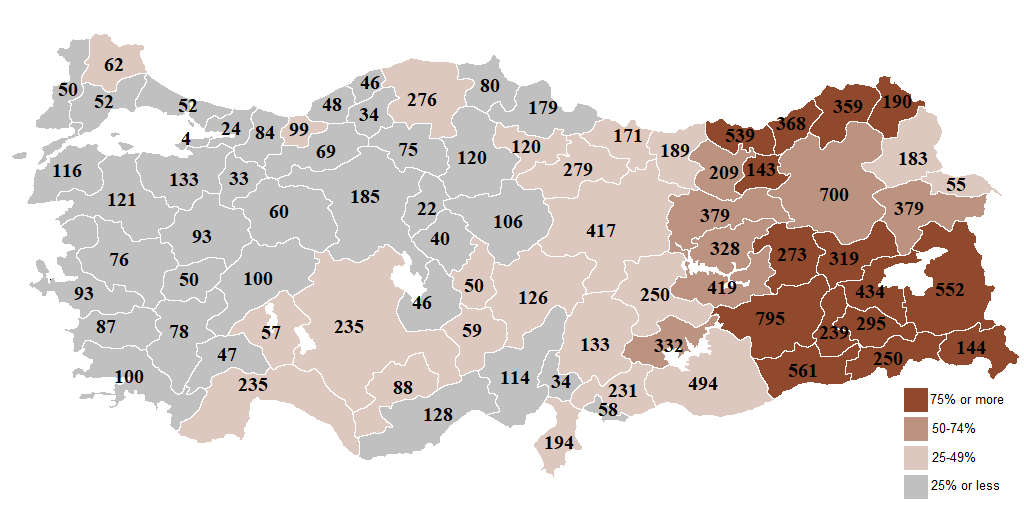
Porcentaje de cambios de nombre geográfico en Turquía a partir de 1916

| Provincia  | Número | Provincia | Número | Provincia     | Número | Provincia | Número | Provincia  | Número |
| ---------- | ------ | --------- | ------ | ------------- | ------ | --------- | ------ | ---------- | ------ |
| Erzurum    | 653    | Kastamonu | 295    | Giresun       | 167    | Amasya    | 99     | Denizli    | 53     |
| Mardin     | 647    | Gaziantep | 279    | Zonguldak     | 156    | Kütahya   | 93     | Burdur     | 49     |
| Diyarbakır | 555    | Tunceli   | 273    | Bursa         | 136    | Yozgat    | 90     | Niğde      | 48     |
| Van        | 415    | Bingöl    | 247    | Ordu          | 134    | Afyon     | 88     | Uşak       | 47     |
| Sivas      | 406    | Tokat     | 245    | Hakkari       | 128    | Kayseri   | 86     | Isparta    | 46     |
| Kars       | 398    | Bitlis    | 236    | Hatay         | 117    | Manisa    | 83     | Kırşehir   | 39     |
| Siirt      | 392    | Konya     | 236    | Sakarya       | 117    | Çankırı   | 76     | Kırklareli | 35     |
| Trabzon    | 390    | Adıyaman  | 224    | Mersin        | 112    | Eskişehir | 70     | Bilecik    | 32     |
| Şanlıurfa  | 389    | Malatya   | 217    | Balıkesir     | 110    | Muğla     | 70     | Kocaeli    | 26     |
| Elazığ     | 383    | Ankara    | 193    | Kahramanmaraş | 105    | Aydın     | 69     | Nevşehir   | 24     |
| Ağrı       | 374    | Samsun    | 185    | Rize          | 105    | İzmir     | 68     | Istanbul   | 21     |
| Erzincan   | 366    | Bolu      | 182    | Çorum         | 103    | Sinop     | 59     | Edirne     | 20     |
| Gümüşhane  | 343    | Adana     | 169    | Artvin        | 101    | Çanakkale | 53     | Tekirdağ   | 19     |
| Muş        |        |           |        |               |        |           |        |            |        |

## Cambios notables en los nombres geográficos

### Armenio
Los nombres geográficos armenios fueron cambiados por primera vez bajo el reinado del Sultán Abdul Hamid II. En 1880, se prohibió el uso de la palabra Armenia en la prensa, los libros de texto y los establecimientos gubernamentales, para sustituirla por palabras como Anatolia o Kurdistán. El cambio de nombre de Armenia continuó durante los primeros años de la era republicana hasta el siglo XXI. Incluyó la turquización de los apellidos, el cambio de los nombres de los animales, el cambio de los nombres de las figuras históricas armenias (es decir, el nombre de la prominente familia balcánica se ocultó bajo la identidad de una familia italiana superficial llamada Baliani), y el cambio y la distorsión de los acontecimientos históricos armenios.
La mayoría de los nombres geográficos armenios estaban en las provincias orientales del Imperio Otomano. Las aldeas, asentamientos o pueblos que contienen el sufijo -kert, que significa construido o edificado por (es decir, Manavazkert (hoy Malazgirt), Norakert, Dikranagert, Noyakert), -shen, que significa aldea (es decir, Aratashen, Pemzashen, Norashen), y -van, que significa ciudad (es decir, Charentsavan, Nakhichevan, Tatvan), significan un nombre armenio. A lo largo de la historia otomana, los miembros de las tribus turcas y kurdas se han asentado en aldeas armenias y han cambiado los nombres armenios nativos (por ejemplo, el armenio Norashen se cambió a Norşin). Esto fue especialmente cierto después del genocidio armenio, cuando gran parte de la parte oriental de Turquía quedó despoblada de su población armenia.
Sevan Nişanyan estima que 3.600 lugares geográficos armenios han sido cambiados.

Nombres geográficos armenios renombrados en Turquía

| Nombre Armenio        | Nombre cambiado a:   | Notas |
| --------------------- | -------------------- | --- |
| Govdun                | Goydun               | Armenio: "Casa de Vacas" |
| Aghtamar              | Akdamar              | De significado desconocido Turco: Vena Blanca |
| Akn                   | Eğin, later Kemaliye | Armenio: "Fuente" |
| Manavazkert           | Malazgirt            | Armenio: "City de Menua" (llamado así por el rey urartiano Menua) |
| Vostan                | Gevaş                | Armenio: "Pertenece al Rey" |
| Kayl Ket              | Río Kelkit           | Armenio: "Río Lobo". El poblado de Kelkit en la provincia de Gümüşhane también tiene su nombre por el río.                                                                       |
| Norashen              | Güroymak             | Armenio: "Nueva ciudad". Se ha presentado una propuesta para restaurar su antiguo nombre. La comunidad kurda de Güroymak reclama que es un nombre nativo kurdo llamado "Norşin". |
| Çermuk                | Çermik               | Armenio: "Aguas termales" |
| Khachkar              | Kaçkar               | Armenio: Khachkar o piedra cruzada.. |
| Everek                | Develi               | Deriva de la palabra armenia Averag que significa ruinas. |
| Karpert               | Harput, luego Elâzığ | Armenio: "Fortaleza de la roca" |
| Ani                   | Ani                  | Capital histórica de la Armenia Bagratuni. Turco: "Memoria" |
| Sevaverag             | Siverek              | Armenio: "Ruinas negras" |
| Chabakchur (Çabakçur) | Bingöl               | Armenio: "aguas bravas". Turco: "Mil lagos". Çabakçur se usó hasta 1944. Los kurdos se refieren a la ciudad como Çolig.                                                          |
| Metskert              | Mazgirt              | Armenio: "Gran ciudad" |
| Pertak                | Pertek               | Armenio: "Pequeño castillo" |

### Asirio
La mayoría de los cambios de nombre asirios se produjeron en el sudeste de Turquía, cerca de la frontera con Siria, en la región de Tur Abdin. El Tur Abdin (siriaco: ܛܘܼܪ ܥܒ݂ܕܝܼܢ) es una región montañosa que incorpora la mitad oriental de la provincia de Mardin, y Şırnak la provincia occidental del Tigris, en la frontera con Siria. El nombre "Tur Abdin" proviene de la lengua siríaca y significa "montaña de los siervos (de Dios)". Tur Abdin es de gran importancia para los cristianos ortodoxos sirios, para quienes la región solía ser un centro monástico y cultural. El pueblo asirio/siríaco de Tur Abdin se llama a sí mismo Suroye y Suryoye, y tradicionalmente habla un dialecto arameo oriental llamado Turoyo.
Después del genocidio asirio, los asirios de la región fueron despoblados o masacrados. Actualmente, hay 5.000 asirios que viven en la región.
Nişanyan estima que se han cambiado 400 ubicaciones geográficas asirias.

Mapa que muestra los nombres nativos de las aldeas asirias de la región de Tur Abdin

| Nombre asirio                | Nombre cambiado a: | Notas                                                                               |
| ---------------------------- | ------------------ | ----------------------------------------------------------------------------------- |
| Kafrô Taxtaytô               | Elbeğendi          | Arameo oriental: "Pueblo bajo"                                                      |
| Barsomik                     | Tütenocak          | Nombrado por el Patriarca Nestoriano Bar Sawma                                      |
| Merdô                        | Mardin             | Arameo oriental: "Fortalezas"                                                       |
| Iwardo                       | Gülgöze            | Aramárico oriental: "Fuente de flores"                                              |
| Arbo                         | Taşköy             | Arameo oriental: "Cabra"                                                            |
| Qartmîn                      | Yayvantepe         | Arameo oriental: "Aldea media"                                                      |
| Kfargawsô                    | Gercüş             | Arameo oriental: "Pueblo protegido"                                                 |
| Kefshenne                    | Kayalı             | Arameo oriental: "Piedra de la paz"                                                 |
| Beṯ Zabday                   | İdil               | Nombrado en honor a Babai el Grande que fundó un monasterio y escuela en la región. |
| Xisna d'Kêpha (Hisno d'Kifo) | Hasankeyf          | Arameo oriental: "Fortaleza de la roca"                                             |
| Zaz                          | İzbırak            |                                                                                     |
| Anḥel                        | Yemişli            |                                                                                     |

### Georgiano y Laz
La región histórica de Tao-Klarjeti, que incluye las modernas provincias de Artvin, Rize, Ardahan y la parte norte de Erzurum, ha sido durante mucho tiempo el centro de la cultura y la religión georgianas. Lazistán y Tao-Klarjeti, que entonces formaba parte del Principado Georgiano de Samtskhe, fue conquistada por el Imperio Otomano a mediados del siglo XVI. Debido a las diferencias lingüísticas, la nueva administración otomana en sus registros de Gurjistán Vilayet (Provincia de Georgia) adaptó los nombres geográficos georgianos al estilo otomano turco. Algunos nombres geográficos se cambiaron tan drásticamente que se ha hecho casi imposible determinar su forma original. Los cambios de nombres geográficos por parte de los otomanos se intensificaron en 1913. Tras el colapso del Imperio Otomano en 1923, el nuevo gobierno turco continuó con la antigua política. Los primeros intentos de los funcionarios republicanos turcos de cambiar los nombres geográficos georgianos comenzaron en 1925. Los cambios de nombres geográficos periódicos tuvieron lugar después de 1959 y continuaron durante todo el siglo XX. A pesar de que los georgianos eran una minoría significativa en la región, en 1927 el consejo provincial de Artvin prohibió el idioma georgiano. Sin embargo, los habitantes conservaron el uso de los antiguos nombres geográficos en el lenguaje coloquial.
Entre 1914 y 1990, los regímenes burocráticos semiautónomos turcos cambiaron el 33% de los nombres geográficos en Rize y el 39% en Artvin.
Nişanyan estima que 500 nombres geográficos de Georgianos y Laz han sido cambiados a turco.

Los nombres geográficos geoirgianos y Laz renombrados en Turquía

Localidades asignadas con nombres completamente nuevos
| Nombre georgiano o Laz | Nombre cambiado a: | Notas                               |
| ---------------------- | ------------------ | ----------------------------------- |
| Tsqarostavi            | Öncül              | Georgiano: "Fuente de un manantial" |
| Dolisqana              | Hamamlı            | Georgiano: "Campo de trigo"         |
| Berta                  | Ortaköy            | Georgiano: "Sitio de los monjes"    |
| Veli                   | Sevimli            | Georgiano: "Campo"/"Pradera"        |
| Taoskari               | Çataksu            | La "Puerta del Tao" georgiana       |
| Akhalta                | Yusufeli           | Georgiano: "Sitio del nuevo"        |
| Makriali               | Kemalpaşa          |                                     |
| Vits'e                 | Fındıklı           | Laz: "Rama"                         |
| Atina                  | Pazar              |                                     |
| Muzareti               | Çakırüzüm, Göle    | Georgiano: "Un sitio cerrado"       |

Los nombres de las localidades alterados para que suenen como turcos
| Nombre georgiano o Laz | Nombre cambiado a: | Notas                                                         |
| ---------------------- | ------------------ | ------------------------------------------------------------- |
| Shavsheti              | Şavşat             | Georgiano: "Tierra de los Shavsh (grupo subétnico georgiano)" |
| Artanuji               | Ardanuç            | Laz-Mingrelian: "Bahía de Artani"                             |
| Oltisi                 | Oltu               |                                                               |
| K'ola                  | Göle               | Relacionado con el nombre de Cólquida                         |

### Griego
Muchos de los nombres griegos han mantenido su origen en la era del imperio bizantino y del Imperio de Trebizonda.
Con el establecimiento del imperio otomano, muchos cambios de nombre turcos han seguido conservando sus orígenes griegos. Por ejemplo, el nombre moderno "İzmir" deriva del antiguo nombre griego Σμύρνη "Esmirna", a través de las dos primeras sílabas de la frase "εις Σμύρνην" (se pronuncia "is Smirnin"), que significa "a Esmirna" en griego. Una etimología similar se aplica también a otras ciudades turcas con nombres griegos anteriores, como İznik (de la frase "is Nikaean", que significa "a Nicea"), o incluso para la isla griega de Kos, llamada "İstanköy" en turco.
En Nişanyan se estima que se han cambiado 4.200 ubicaciones geográficas griegas, la mayor parte de cualquier minoría étnica.

Nombres geográficos griegos renombrados en Turquía

| Nombre griego:                                                   | Nombre cambiado a:                                            | Notas |
| ---------------------------------------------------------------- | ------------------------------------------------------------- | --- |
| Potamia                                                          | Güneysu                                                       | Griego: "Río". El 12 de agosto de 2009, al hablar de sus orígenes familiares, el Primer Ministro Recep Tayyip Erdoğan utilizó el nombre griego nativo de Potamya en lugar de Güneysu. |
| Néa Phôkaia                                                      | Yenifoça                                                      | |
| Hadrianoupolis                                                   | Edirne                                                        | Griego: "Ciudad de Adriano". Fundada por el emperador Adriano alrededor del 123 d. C. Se convirtió en capital otomana temporal después de la conquista otomana en 1363. |
| Kallipolis                                                       | Gelibolu                                                      | Griego: "Hermosa ciudad". La ciudad fue fundada en el siglo V a. C. |
| Makri                                                            | Fethiye                                                       | Griego: "largo". Tras el intercambio de población entre Grecia y Turquía, los griegos de Makri fueron enviados a Grecia donde fundaron la ciudad de Nea Makri (Nueva Makri). |
| Kalamaki                                                         | Kalkan                                                        | Hasta principios de los años 20, la mayoría de sus habitantes eran griegos. Se marcharon en 1923 debido al intercambio de poblaciones entre Grecia y Turquía después de la guerra greco-turca y emigraron a Ática, donde fundaron la ciudad de Kalamaki. |
| Konstantinoupolis                                                | Istanbul                                                      | Griego: "Ciudad de Constantino". Fundada por el emperador Constantino en el año 330 D.C. El nombre Estambul se ha usado desde incluso antes de la conquista otomana de 1453. Diferentes nombres de la ciudad coexistieron durante la época otomana, hasta que todos los nombres excepto Estambul se volvieron completamente obsoletos hacia el último imperio. |
| Neopolis                                                         | Kuşadası                                                      | Fue conocida como Neópolis (ciudad nueva) durante la era bizantina y más tarde como Scala Nova o Scala Nuova bajo los genoveses y venecianos. |
| Nikaia                                                           | İznik                                                         | Nombrado por la esposa de Lisímano. El Credo de Nicea fue nombrado después del Primer Concilio de Nicea, que se reunió en la ciudad en el 325 D.C. |
| Nikomedeia                                                       | İzmit                                                         | Nombrado en honor a Nicomedes I de Bitinia, quien refundó la ciudad en el 264 A.C. |
| Sinasos                                                          | Mustafapaşa                                                   | En 1924, durante el intercambio de poblaciones entre Grecia y Turquía, los griegos de la ciudad partieron hacia Grecia y fundaron Nea Sinasos, una ciudad en la parte norte de la isla de Eubea. |
| Smyrna                                                           | İzmir                                                         | Antigua ciudad griega situada en un punto central y estratégico de la costa egea de Anatolia. Los griegos dejaron la ciudad después del Gran Incendio de Esmirna en 1922 hacia Grecia |
| Las Islas de los Príncipes - Proti - Prinkipo - Antigoni - Halki | Prens Adaları - Kınalıada - Büyükada - Burgazada - Heybeliada | Durante el período bizantino, los príncipes y otros miembros de la realeza fueron exiliados en las islas, y más tarde los miembros de la familia del sultán otomano se exiliaron allí. |

### Kurdos y Zazaki
Los cambios de nombre geográficos Kurdos y Zaza fueron exentos bajo el Imperio Otomano debido a la orientación religiosa islámica de los kurdos. Durante la época republicana y especialmente después de la masacre de Dersim, los cambios de nombre geográfico kurdo y zaza se hicieron más comunes. Durante la era republicana turca, las palabras Kurdistán y Kurdo fueron prohibidas. El gobierno turco había disfrazado estadísticamente la presencia de los kurdos y los zazas clasificándolos como Montañas Turcas. Esta clasificación se cambió al nuevo eufemismo de turco oriental en 1980.
También se incluye en la categoría de cambios de nombres geográficos kurdos a Zazaki, que en realidad no están entre los kurdos. Nişanyan estima que se han cambiado 4.000 localidades geográficas kurdas y Zaza.

Nombres geográficos kurdos renombrados en Turquía

| Nombre Kurdo y Zazaki | Nombre cambiado a:   | Notas |
| --------------------- | -------------------- | --- |
| Qilaban               | Uludere              | Kurdo: "Castellano" |
| Dersîm                | Provincia de Tunceli | En septiembre de 2012 se promulgó legislación para devolver el nombre de la provincia de Tunceli a Dersim. |
| Qoser                 | Kızıltepe            | Kurdo: "Montaña roja" |
| Şax                   | Çatak                | Kurdo: "Rama de árbol" o "Montaña" |
| Êlih                  | Batman               | |
| Karaz                 | Kocaköy              | |
| Pîran                 | Dicle                | Zazaki y Kurdo: "Sabios" |
| Hênî                  | Hani                 | Hênî: Zaz. Primavera |
| Dara Hênî             | Genç                 | Dar: Árbol, Hênî: Primavera |
| Ginc (Genc)           | Kaleköy, Solhan      | Habitado por Zazas. El nombre viene del persa medio گنج "genc", que significa tesoro. Esta ciudad no debe ser confundida con la actual ciudad de Genç. Genc fue el centro de la provincia de Bingöl entre 1924 y 1927. En 1936 la ciudad fue trasladada a Dara Hênî donde el nombre de Dara Hênî fue finalmente cambiado a Genç.              |
| Çolig                 | Bingöl               | El significado del nombre se interpreta como un lugar que está en un profundo valle. |
| Şemrex                | Mazıdağı             | Kurdo: "Camino a Damasco (Şam)" |
| Norgeh                | Pazaryolu            | Kurdo: "Lugar de la luz" |
| Amed                  | Diyarbakır           | Los armenios también se refieren a la ciudad como Dikranagerd (Armenio: construido por el Rey Tigranes). "Amida" era el nombre usado por los romanos y los bizantinos. |
| Colemêrg              | Hakkari              | Hakkari era conocido como Çölemerik de acuerdo con los registros del gobierno en 1928. Los armenios se refieren a la ciudad como Gghmar, lo cual se anotó en la Historia de la Casa de Artsrunik de Tovma Artsruni escrita en el siglo X. |
| Serêkaniyê            | Ceylanpınar          | Kurdo: "Cabeza de la fuente (una fuente natural)" |
| Riha                  | Şanlıurfa            | La ciudad fue referida como Édessa en un texto griego del siglo IV. También fue referida como El-Ruha en un texto árabe del siglo VII. La ciudad fue cambiada a Urfa. En 1984 la Asamblea Nacional Turca cambió su nombre a Şanlıurfa que significa "Gloriosa Urfa" en honor a la dedicación de la ciudad a la Guerra de Independencia Turca. |